# Cheez-It Bowl 2019
Match précédent Match suivant
Le Cheez-It Bowl 2019 est un match de football américain de niveau universitaire joué après la saison régulière de 2019, le 27 décembre 2019 au Chase Field de Phoenix dans l'État de l'Arizona aux États-Unis.
Il s'agit de la 31e édition du Cheez-It Bowl (Arizona).
Le match met en présence l'équipe des Falcons de l'Air Force issue de la Mountain West Conference et l'équipe des Cougars de Washington State issue de la Pacific-12 Conference.
Il débute à 22 h 15 locales et est retransmis à la télévision par ESPN.
Sponsorisé par la société Cheez-It (en) (marque de crakers), le match est officiellement dénommé le Cheez-It Bowl 2019.
Air Force gagne le match sur le score de 31 à 21.

## Présentation du match
Il s'agit de la première rencontre entre ces deux équipes.
| Équipes | Conférences | Entraîneurs       | Stats. saison rég. | Classements avant le bowl | Classements avant le bowl | Classements avant le bowl |
| --- | ----------- | ----------------- | ------------------ | ------------------------- | ------------------------- | ------------------------- |
| Équipes | Conférences | Entraîneurs       | Stats. saison rég. | CFP                       | AP                        | Coaches                   |
| Falcons de l'Air Force                                                                                     | MWC         | Troy Calhoun (en) | 10 - 2             | NC                        | # 24                      | # 24                      |
| Cougars de Washington State                                                                                | Pac-12      | Mike Leach (en)   | 6 - 6              | NC                        | NC                        | NC                        |
| - Arbitre : Jeff Servinski (Big Ten) - Équipe donnée favorite par les bookmakers : Air Force par 2½ points |             |                   |                    |                           |                           |                           |

### Falcons de l'Air Force
Avec un bilan global en saison régulière de 10 victoires et 2 défaites (7-1 en matchs de conférence), Air Force est éligible et accepte l'invitation pour participer au Cheez-It Bowl de 2019.
Ils terminent 2e de la Mountain Division de la Mountain West Conference derrière #19 Boise State. À l'issue de la saison 2019 (bowl non compris), ils seront classés # 24 aux classements AP et Coaches mais pas au classement du CFP.

C'est leur 2e participation au Cheez-It Bowl (Arizona) :
| Saisons | Dates            | Vainqueurs                | Scores  | Finalistes             | Bilan     |
| ------- | ---------------- | ------------------------- | ------- | ---------------------- | --------- |
| 1995    | 27 décembre 1995 | Red Raiders de Texas Tech | 55 - 41 | Falcons de l'Air Force | D : 0 - 1 |

| Postes      | Joueurs            | Statistiques                                                    |
| ----------- | ------------------ | --------------------------------------------------------------- |
| Quarterback | Donald Hammond III | 52/99 passes réussies pour 1 286 yards, 13 TDs, 5 interceptions |
| Coureur     | Kadin Remsberg     | 155 courses pour 872 yards nets gagnés et 7 TDs                 |
| Receveur    | Geraud Sanders     | 29 réceptions pour 736 yards et 7 TDs                           |

### Cougars de Washington State
Avec un bilan global en saison régulière de 6 victoires et 6 défaites (3-6 en matchs de conférence), Washington State est éligible et accepte l'invitation pour participer au Cheez-It Bowl de 2019.
Ils terminent 5e/6 de la North Division de la Pacific-12 Conference derrière #6 Oregon, California, Washington, et Oregon State. À l'issue de la saison 2019, ils n'apparaissent pas dans les classements CFP, AP et Coaches.
C'est leur 2e participation au Cheez-It Bowl (Arizona) :
| Saisons | Dates            | Vainqueurs                  | Scores  | Finalistes     | Bilan     |
| ------- | ---------------- | --------------------------- | ------- | -------------- | --------- |
| 1992    | 29 décembre 1992 | Cougars de Washington State | 31 - 28 | Utes de l'Utah | V : 1 - 0 |

| Postes      | Joueurs          | Statistiques                                                       |
| ----------- | ---------------- | ------------------------------------------------------------------ |
| Quarterback | Anthony Gordon   | 465/647 passes réussies pour 5 228 yards, 45 TDs, 16 interceptions |
| Coureur     | Max Borghi       | 121 courses pour 790 yards nets gagnés et 11 TDs                   |
| Receveur    | Brandon Arconado | 67 réceptions pour 942 yards et 6 TDs                              |

## Résumé du match
Début du match à  20 h 20 locales, fin à  23 h 36 locales pour une durée totale de jeu de 03 h 16 min, températures de 9 °C, vent de OSO de 11 km/h, ciel nuageux.
| QT            | Temps         | Drive         | Drive         | Drive         | Équipe        | Description de l'action | Score | Score |
| ------------- | ------------- | ------------- | ------------- | ------------- | ------------- | --- | ----- | ----- |
| QT            | Temps         | Jeux          | Yards         | TDP           | Équipe        | Description de l'action | AF    | WS    |
| 2             | 14:52         | 20            | 98            | 12:23         | AF            | TD à la suite d'une course de 1 yard par QB Donald Hammond III Jr. + 1 point de conversion par K Koehnke Jake                             | 7     | —     |
| 2             | 10:43         | 11            | 74            | 04:09         | WS            | TD de 2 yards par WR Dezmon Patmon à la suite d'une réception de passe de QB Anthony Gordon + 1 point de conversion par K Blake Mazza     | —     | 7     |
| 2             | 03:39         | 15            | 65            | 07:04         | AF            | FG de 28 yards par K Koehnke Jake | 10    | —     |
| 2             | 01:19         | 4             | 23            | 02:08         | AF            | TD à la suite d'une course de 3 yards par RB Taven Birdow + 1 point de conversion par K Jake Koehnke                                      | 17    | —     |
| 2             | 00:24         | 5             | 75            | 00:55         | WS            | TD de 5 yards par RB Max Borghi à la suite d'une réception de passe de QB Anthony Gordon + 1 point de conversion par K Blake Mazza        | —     | 14    |
|               |               |               |               |               |               | |       |       |
| 3             | 08:19         | 13            | 75            | 06:41         | AF            | TD à la suite d'une course de 7 yards par QB Donald Hammond III Jr. + 1 point de conversion par K Jake Koehnke                            | 24    | —     |
|               |               |               |               |               |               | |       |       |
| 4             | 09:59         | 4             | 31            | 01:16         | WS            | TD de 13 yards par WR Brandon Arconado à la suite d'une réception de passe de QB Anthony Gordon + 1 point de conversion par K Blake Mazza | —     | 21    |
| 4             | 03:50         | 10            | 60            | 06:09         | AF            | TD à la suite d'une course de 3 yards par RB Kadin Remsberg + 1 point de conversion par K Jake Koehnke                                    | 31    | —     |
| Score final : | Score final : | Score final : | Score final : | Score final : | Score final : | Score final : | 31    | 21    |

## Statistiques
| Systèmes | Noms            | Postes | Équipe                 |
| -------- | --------------- | ------ | ---------------------- |
| Attaque  | Kadin Remsberg  | RB     | Falcons de l'Air Force |
| Défense  | Grant Donaldson | LB     | Falcons de l'Air Force |

| Statistiques                           | Falcons de l'Air Force                                  | Cougars de Washington State                           |
| -------------------------------------- | ------------------------------------------------------- | ----------------------------------------------------- |
| 1er down                               | 28                                                      | 15                                                    |
| 1er down à la course                   | 27                                                      | 1                                                     |
| 1er down à la passe                    | 0                                                       | 14                                                    |
| 1er down suite pénalité                | 1                                                       | 0                                                     |
| Conversion de 3e down                  | 4/11                                                    | 3/9                                                   |
| Conversion de 4e down                  | 3/3                                                     | 2/5                                                   |
| Jeux–yards                             | 81 jeux pour 401 yards                                  | 50 jeux pour 366 yards                                |
| Yards à la course                      | 69 courses pour 371 yards (moyenne de 5,4 yards/course) | 8 courses pour 15 yards (moyenne de 1,9 yards/course) |
| Yards à la passe                       | 30                                                      | 351                                                   |
| Passes : Réussies-Tentées-Interceptées | 4/12 passes complétées, 1 interception                  | 28/42 passes complétées, 0 interception               |
| Réussite en zone rouge/chances         | 5/5                                                     | 3/5                                                   |
| TD                                     | 4                                                       | 3                                                     |
| Field Goals                            | 1/1                                                     | -                                                     |
| Sacks (Nombre-Yards)                   | 2 pour 15 yards adverses perdus                         | 0 pour 0 yards adverses perdus                        |
| Fumbles (Nombre/Perdus)                | 2/0                                                     | 1/1                                                   |
| Pénalités (Nombre/Yards perdus)        | 2 pour 20 yards perdus                                  | 3 pour 45 yards perdus                                |
| Temps de possession                    | 43:24                                                   | 16:36                                                 |

| Falcons de l'Air Force      |                        |                                                                                                  |
| Quarterback                 | Donald Hammond III Jr. | 4/12 passes complétées, 30 yards, 1 interception, 0 TD, 0 sack subi, évaluation QB de 37,7       |
| Meilleur coureur            | Kadin Remsberg         | 26 courses pour 178 yards nets gagnés, 1 TD, moyenne de 6,8 yards/course                         |
| Meilleur receveur           | Ben Waters             | 2/6 réceptions pour 12 yards gagnés, 0 TD                                                        |
| Meilleur tackler            | Garre Kaupilla         | 6 tacles en solo                                                                                 |
| Cougars de Washington State |                        |                                                                                                  |
| Quarterback                 | Anthony Gordon         | 28/42 passes complétées, 351 yards, 0 interception, 3 TDs, 2 sacks subis, évaluation QB de 160,4 |
| Meilleur coureur            | Max Borghi             | 6 courses pour 27 yards nets gagnés, 0 TD, moyenne de 4,5 yards/course                           |
| Meilleur receveur           | Brandon Arconado       | 11/13 réceptions pour 167 yards gagnés, 1 TD                                                     |
| Meilleur tackler            | Jahad Woods            | 20 tacles dont 10 en solo                                                                        |